# Hans Häberlin
Der Bauer Hans Häberlin (* im 15. Jahrhundert in Grönenbach; † 14. Juni 1526 bei Leubas) war ein reformatorischer Laienprediger aus Grönenbach. Er wurde auf Befehl des Schwäbischen Bundes in Leubas bei Kempten (Allgäu) erhängt.

## Leben
Häberlin kam in Memmingen und in Kempten durch die Prediger Matthias Waibel und Jakob Haystung mit der reformatorischen Lehre in Kontakt. Um sich mit der neuen Lehre der Reformation auseinandersetzen und sich darin weiterbilden zu können, lernte Häberlin lesen und erwarb eine Ausgabe des Neuen Testaments, das erst 1521 von Martin Luther ins Deutsche übersetzt worden war. In inhaltlichen Fragen zum Neuen Testament wurde er von Waibel unterrichtet. Matthias Waibel erkannte Häberlins Gabe zur Predigt und ermunterte ihn, selbst als Prediger aufzutreten und weitere Anhänger für die Reformation zu gewinnen.
Nachdem Waibel am 7. September 1525 durch Erhängen hingerichtet worden war, sah Häberlin die Zeit gekommen, selbst öffentlich als Laienprediger aufzutreten. Seine Predigten hielt er in seinem Heimatort Grönenbach, bei Wiggensbach im Bachtel, in Altusried bei der Radsperre sowie weiteren Orten. Teils predigte er vor mehreren hundert Zuhörern auf freiem Feld. Das Einzugsgebiet seiner Zuhörer erstreckte sich von Martinszell bis Waltenhofen und von Buchenberg bis Kimratshofen. Teils kamen die Zuhörer auch aus den Städten Kempten und Leutkirch und aus dem Landbezirk St. Mang und St. Lorenz. In seinen Predigten empfahl er, die Austeilung des Abendmahls in beiderlei Gestalt zu verlangen. Falls die Priester das verweigerten, sollten seine Zuhörer künftig die Kirche St. Mang in Kempten besuchen, da dort das Abendmahl in beiderlei Gestalt gereicht wurde. Er spielte auch mit dem Gedanken, das Abendmahl selbst auszuteilen, verwirklichte dies aber nicht. Jedoch nahm er selbst die Taufe seines neugeborenen Kindes vor, da er sich selbst, wie alle Gläubigen, als Priester Gottes sah.

## Verhaftung und Tod
Am 15. April 1526 predigte Häberlin vor rund 800 Zuhörern bei Wiggensbach. Dabei wurde er durch den vom Schwäbischen Bund bestellten Landvogt Moritz von Altmannshofen festgenommen. Vier Landsknechte überwältigten Häberlin, während weitere rund 30 bewaffnete Reiter und Landsknechte zur Unterstützung herbeieilten, um die Häberlin zu Hilfe eilenden Zuhörer zu bezwingen und die Versammlung aufzulösen. Hans Häberlin wurde auf dem Schloss Neuenburg bei Durach inhaftiert und verhört, wobei er auch gefoltert wurde. Das Verhörprotokoll mit dem Titel Hansen Häberlin’s des Prädikanten (so zu der Neuenburg gefänglich enthalten wird) Urgicht und Bekenntniß ist erhalten. Während der Verhöre stand Häberlin zu seinen Aussagen und Handlungen. Der Schwäbische Bund forderte daraufhin seine Hinrichtung, die Moritz von Altmannshausen jedoch mit Verweis auf das Fehlen eines Gerichtsurteils verweigerte. Aufgrund dieser Verweigerung beauftragte der Schwäbische Bund den Hauptmann Diepolt von Stein mit der Hinrichtung. Der Scharfrichter Berchtold Aichelin, der bereits Waibel hingerichtet hatte, hängte Häberlin am 14. Juni 1526 an einem Baum bei Leubas nordöstlich von Kempten. Neben Häberlin wurden der Legauer Bauernführer Endres Widenmann und der Bandit Hans Schmid von Rappen gehängt.

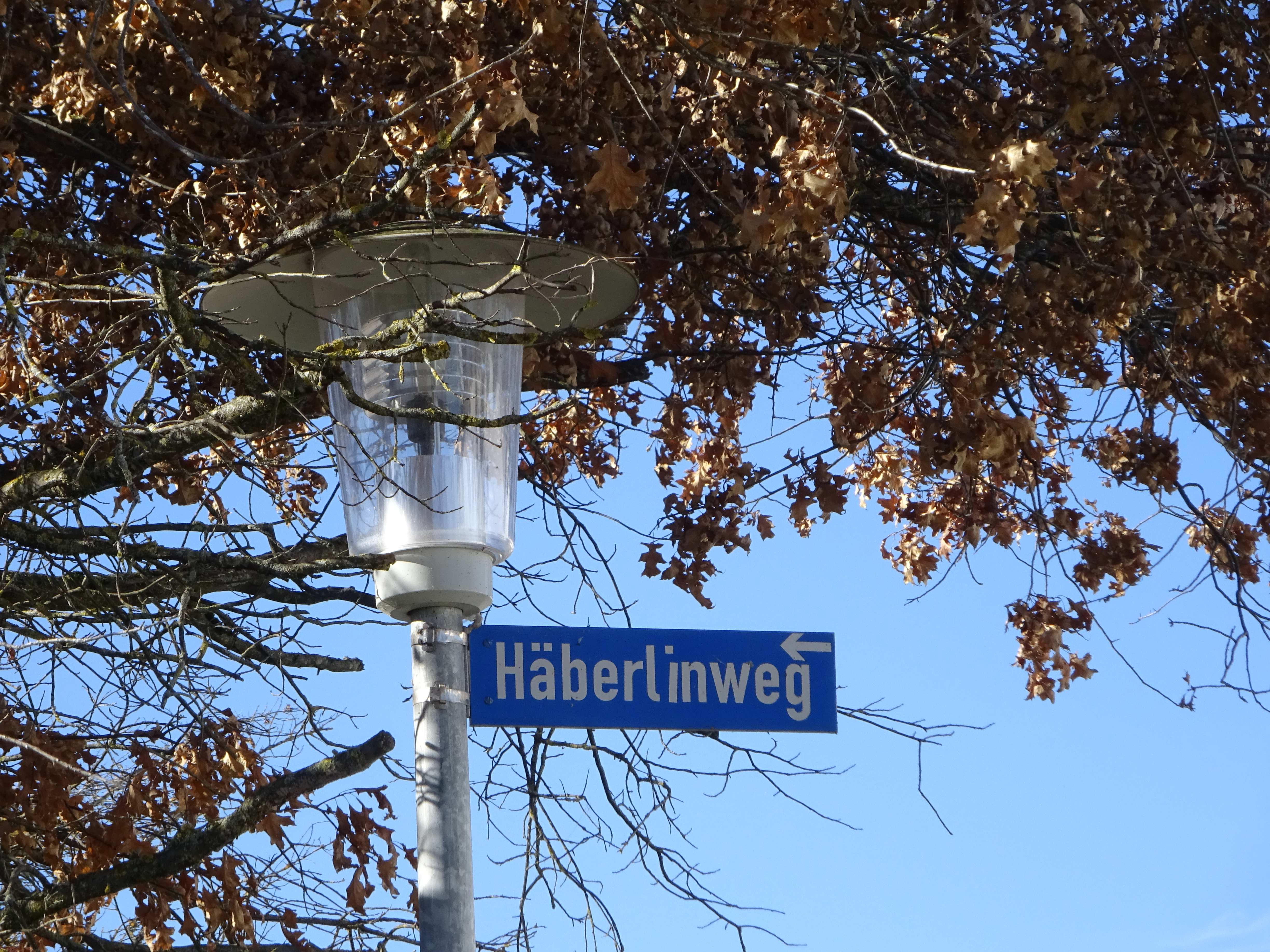
Häberlinweg in Leubas

Im Ortsteil Leubas von Kempten wurde in Erinnerung an Hans Häberlin der Häberlinweg nach ihm benannt.